# آرزوها (مجموعه تلویزیونی)
آرزوها یک مجموعه تلویزیونی درام آمریکایی است که توسط جمی گیدنز و ویل پکر ساخته شده و توسط ویل پاکر پروداکشنز و تلویزیون لاینزگیت تولید شده‌است. در این سریالرابین گیونز درنقش استفانی کارلایل، جذاب و قدرتمند،همسر ایوان لنکستر شهردار آتلانتا (برایان جی وایت) و اسنس اتکینز در نقش آمارا هیوز، وکیل دادگستری ایالات متحده بازی می‌کند که اخیراً به آتلانتا نقل مکان کرده‌است. اولین بار در ۱۸ ژوئن ۲۰۱۹ این سریال از شبکه اپرا وینفری به نمایش درآمد. نیمه دوم اولین فصل اولین بار در ۱۲ نوامبر ۲۰۱۹ برگزار شد. در ژانویه ۲۰۲۰، OWN سریال را پس از یک فصل لغو کرد.

## خلاصه
در ابتدای داستان، آمارا و همسرش تیتوس هیوز (کندریک کراس) برای شروع زندگی خود به آتلانتا نقل مکان می‌کنند. استفانی، که با ایوان لنکستر (برایان جی وایت)، شهردار شهر ازدواج کرده‌است، بخاطر درگیری قدیمی بر سر اینکه چه کسی به عشق تیتوس تبدیل شود، ازدواج آمارا را خراب می‌کند. مورد دوم بین دو خانواده قدرتمند است - کارلایلز (صاحب یک شرکت بزرگ حقوقی) و Purifoys (صاحب یک شرکت بزرگ دارویی). این مجموعه دارای مضامینی از جمله خیانت ، باج‌گیری، تعقیب، قتل، نژادپرستی است که زمینه‌ساز نمایش در موضوعات معاصر است.

## بازیگران
- رابین گیونز در نقش استفانی کارلایل، وکیل بلند پرواز و همسر ایوان لنکستر، شهردار آتلانتا
- اسنس اتکینز در نقش آمارا هیوز، دستیار وکیل دادگستری ایالات متحده و دوست سابق وی که تبدیل به یک دشمن استیفانی لنکستر شد
- برایان جی وایت در نقش ایوان لنکستر، جونیور، شوهر استفانی و شهردار بلند پرواز آتلانتا، جورجیا
- کندریک کراس در نقش تیتوس هیوز، شوهر آمارا
- برلی ایوانز در نقش Rondell Pauline Lancaster، خواهر بزرگتر ایوان لنکستر و صاحب مکان تلما
- اریکا پیج در نقش بلا ترو، یک طراح لباس. او یکی از دوستداران ایوان و مادر پسر نامشروع او است.
- کریستینا کرکمن در نقش لوری پوریفوی، دختر هانتر پوریفوی
- استیون ویلیامز در نقش استفان کارلایل، یک وکیل قدرتمند و پدر استفانی
- برایان بوسورث در نقش Hunter Purifoy، صاحب شرکت بزرگ دارویی
- دینا دیل در نقش جونیپر پوریفوی، همسر شکارچی
- جینو آنتونی پسی در نقش گرگ پیترز
- الکساندر مولزاک در نقش دامیان کالینز
- کایلا اسمیت در نقش کارلی لنکستر، استفانی و دختر ایوان
- دونا بیسکو در نقش ایرنه پرکینز کارلایل، مادر استفانی
- تونی وون در نقش ایوان «ارشد» لنکستر، پدر، ایوان و پدر راندل که بنیانگذار تلما است
- لانا یانگ در نقش اینز تروژیلو، مادر بلا که در محل تلما کار می‌کند
- برایان کوردارو در نقش دافنه منینگ، عضو اداره شهر ایوان لنکستر و معشوقه
- اندرو راش در نقش آلیکس، جزئیات امنیت شخصی اوان لنکستر.
- فلیشا ترل در نقش مریلین بارنز، خواهر استفانی و آمارا، یک نیکوکار
- راجر میچل در نقش ماروین بارنز، شوهر مرلین و مالک بتا نیو الکتریک
- ماریا لگاردا در نقش پرلا، دوست بلا

## تولید

### توسعه
در تاریخ ۱۷ آوریل ۲۰۱۸، اعلام شد که شبکه اپرا وینفری سفارش فیلمنامه درام جدید مستقیم به مجموعه آرزوها را از ویل پکر و Lionsgate Television تهیه کرده‌است. این سریال توسط جیمی گیدنز ساخته شده‌است. کوین آرکادی بعداً به عنوان مجری برنامه پیوست و بنی بوم چند قسمت را کارگردانی کرد. در ۲۳ ژانویه سال ۲۰۲۰، این سریال پس از یک فصل لغو شد.
در ۱۳ نوامبر ۲۰۱۸ اعلام شد که گیونز به همراه اتکینز، وایت، کراس، ایوانز و پیج نقش اصلی را بازی می‌کنند. در ۴ دسامبر ۲۰۱۸، استیون ویلیامز و کریستینا کرکمن به جمع بازیگران پیوسته‌اند. در ژانویه ۲۰۱۹، برایان بوسورث، دینا دیل، جینو آنتونی پسی و کایلا اسمیت برای اولین بار در نقش‌های تکراری انتخاب شدند.